# La piccola milionaria
La piccola milionaria (Little Miss Millions) è un film commedia statunitense del 1993 di Jim Wynorski.

## Trama
Heather Lofton è una bambina di nove anni di famiglia molto agiata, ma si trova a dover fronteggiare la matrigna, la quale non la sopporta. Per causa sua infatti, la piccola si sente costretta a scappare da casa. La matrigna, a questo punto, dà l'incarico ad un investigatore privato di trovarla.